# Sweetwater (Texas)
Sweetwater ist eine Stadt mit dem Status City und Sitz der Countyverwaltung (County Seat) im Nolan County im US-Bundesstaat Texas. Das U.S. Census Bureau hat bei der Volkszählung 2020 eine Einwohnerzahl von 10.622 ermittelt.

## Geografie
Sweetwater wird im Süden vom Interstate-20-Highway tangiert und liegt 60 Kilometer westlich von Abilene und 340 Kilometer westlich der Großstadt Dallas.

## Geschichte
Im Jahr 1877 ließen sich Bison-Jäger in der Gegend nieder, eröffneten eine Poststelle und nannten diese Blue Goose (Blaue Gans). Einer Legende zufolge erlegten ortsansässige Cowboys einen Blaureiher und verzehrten ihn, in der Annahme, es handle sich um eine Gans mit blauem Gefieder. Der Ort wurde später in Anlehnung an den in der Nähe fließenden sweetwater creek, einen kleinen, sehr sauberen Fluss, zunächst in Sweet Water (in zwei getrennten Worten geschrieben) umbenannt und 1881 zum Verwaltungssitz des Nolan-County bestimmt. Im gleichen Jahr eröffnete die Texas and Pacific Railway dort auch eine Bahnstation. 1918 wurde der Name in Sweetwater geändert. Hauptlebensgrundlage der Einwohner damals wie heute ist die Landwirtschaft.

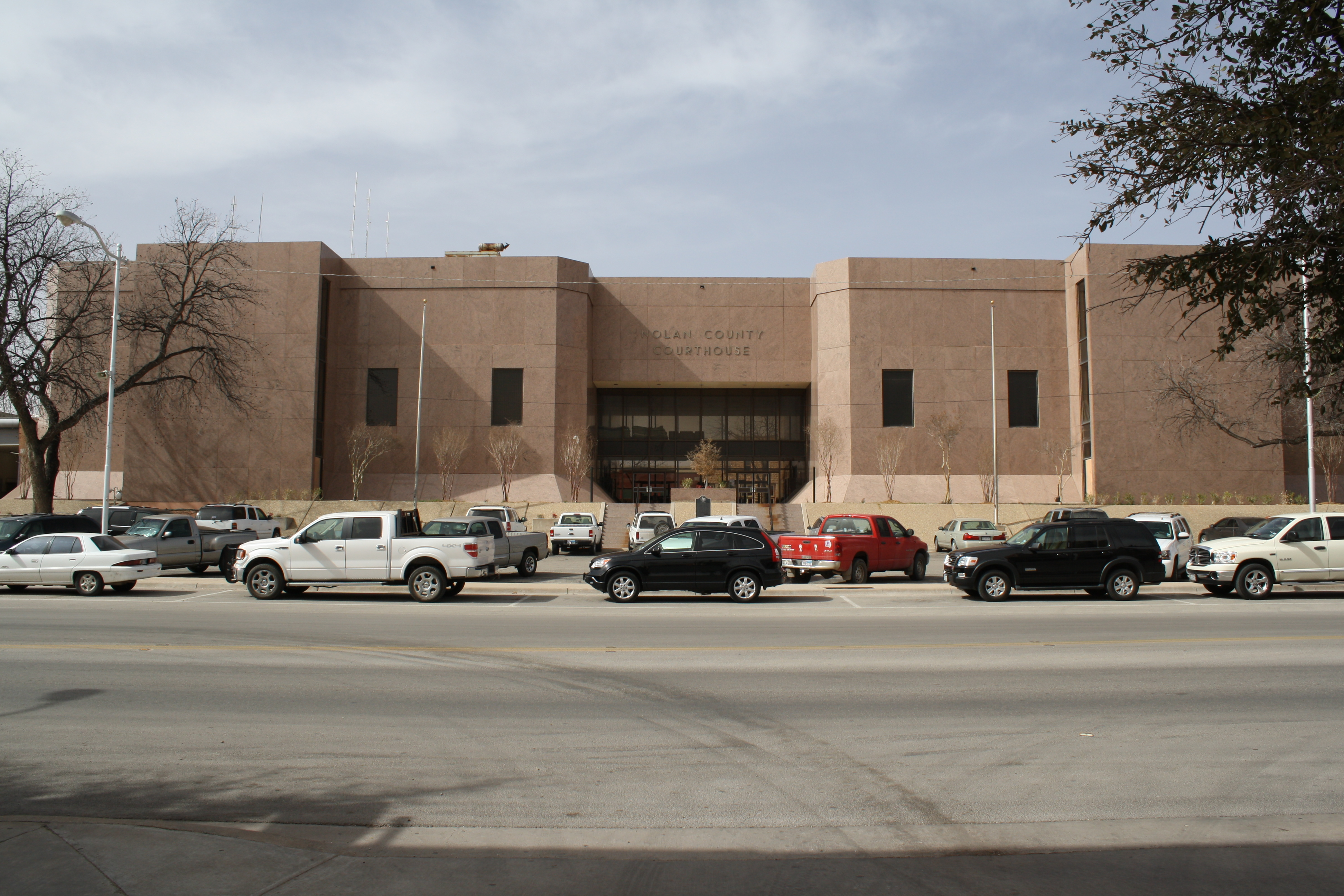
County Courthouse
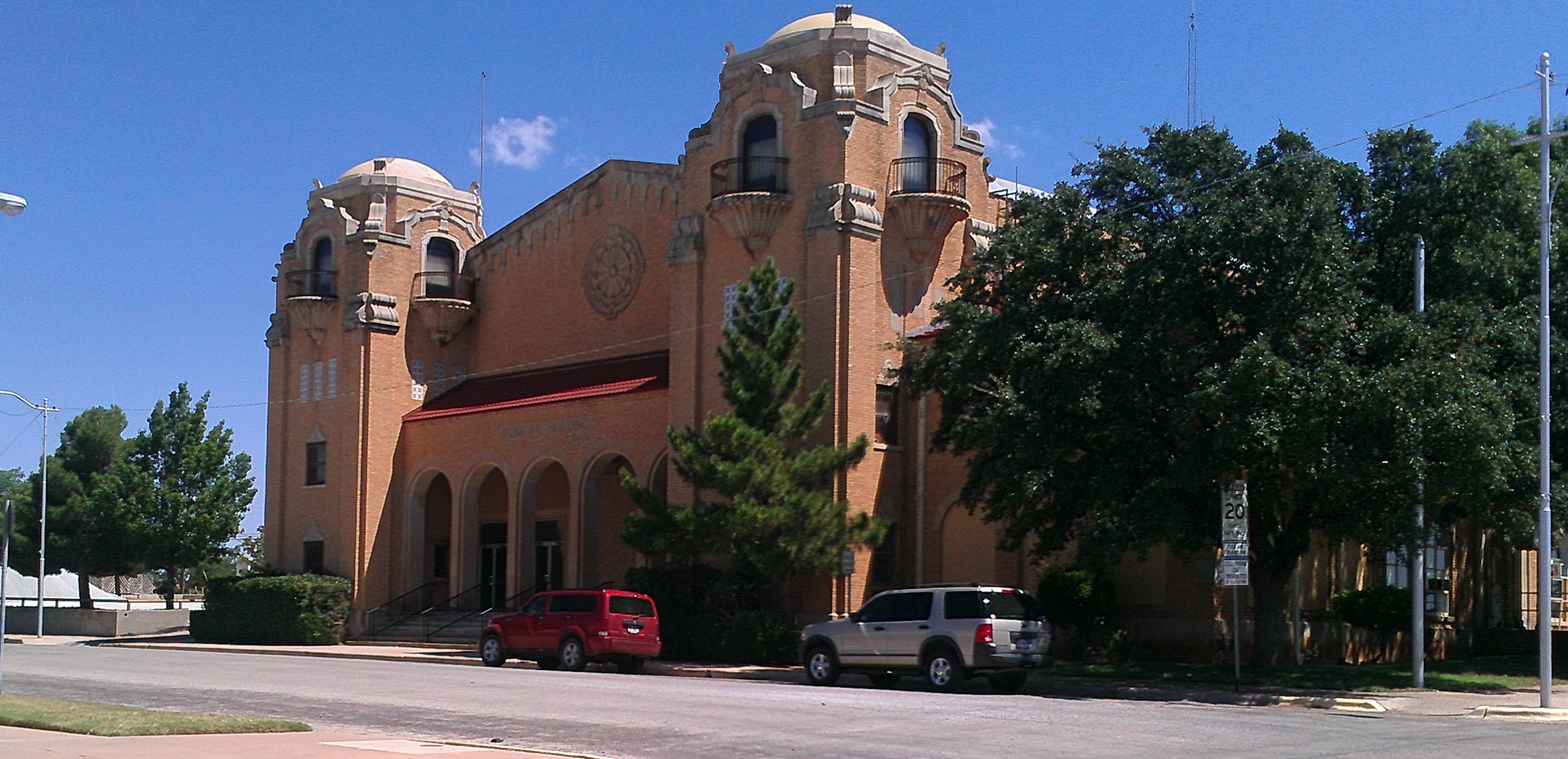
Municipal Building

## Demografische Daten
Im Jahr 2013 wurde eine Einwohnerzahl von 10.762 Personen ermittelt, was einer Abnahme um 5,7 % gegenüber 2000 entspricht. Das Durchschnittsalter lag 2013 mit 38,2 Jahren oberhalb des Wertes von Texas, der 34,0 Jahre betrug. 7,0 % der heutigen Bewohner gehen auf Einwanderer aus Irland zurück, 6,4 % kamen aus Deutschland.

## Söhne und Töchter der Stadt
- Robert C. Prim (1921–2021), Mathematiker und Informatiker
- Ray Doggett (1936–2002), Rockabilly-Musiker, Songwriter und Produzent
- Royce Porter (* 1939), Country- und Rockabilly-Musiker sowie Songschreiber
- Blackjack Mulligan (1941–2016), Wrestler und American-Football-Spieler
- Barry Windham (* 1960), Wrestler
- John Layfield (* 1966), Wrestler

## Trivia
Der Ort bzw. die Bahnstation „Sweetwater“, in der der Film „Spiel mir das Lied vom Tod“ spielt, ist ein fiktiver Ort und hat keinen Bezug zum texanischen Sweetwater.
Auch in der US-amerikanischen Science-Fiction-Western-Fernsehserie „Westworld“ kommt ein Ort mit dem Namen Sweetwater vor.